# Rachael Taylor (wioślarka)
Rachael Taylor (ur. 6 maja 1976 w Ballarat) – australijska wioślarka, medalistka olimpijska z Sydney.
Zawody w 2000 były jej jedynymi igrzyskami olimpijskimi. Zajęła drugie w dwójce bez sternika (wspólnie z Kate Slatter). Dwa razy była medalistką mistrzostw świata: srebrną w 2002 w ósemce i brązową w 1999 w dwójce bez sternika